# Trianon de porcelaine
Pour les articles homonymes, voir Trianon (homonymie).
Le Trianon de porcelaine est le premier édifice construit, en 1670, sur ordre de Louis XIV, sur l'emplacement du village de Trianon.
À mi-chemin entre un château et une fabrique de jardin, l'édifice est un ensemble de constructions légères, à ossature de bois, revêtues de carreaux de céramique (d'où le nom de « Trianon de porcelaine »), qui sont consacrées aux collations du roi. Cette construction éphémère ne résista pas aux intempéries et fut détruite en 1687 pour être remplacée par le Grand Trianon.

## Historique
Alors que Versailles est devenu un haut lieu du Royaume de France, Louis XIV nourrit le désir de créer un endroit réservé à sa détente et à ses plaisirs. Dans ce but, le roi achète, entre 1662 et 1665, les fiefs et les fermes du village de Trianon, situé au nord-ouest du domaine de Versailles, en vue d'annexer ces terres au domaine royal. L'église et les chaumières sont détruites en 1668, et les terres du cimetière sont transférées dans celui de Choisy-aux-Bœufs en 1670.

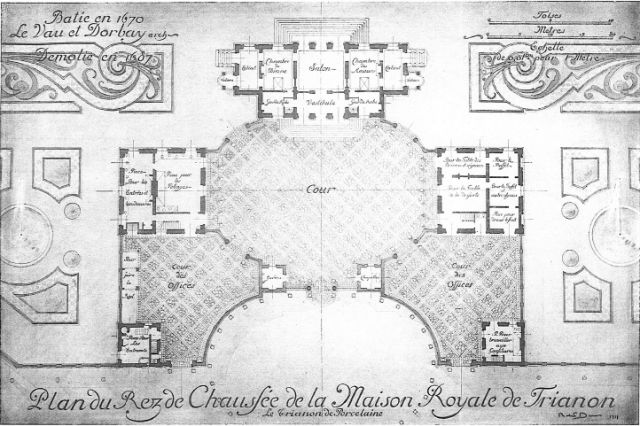
Plan du Trianon de Porcelaine.

Le chantier, qui se déroule en 1670-1671, est confié au premier architecte du roi, Louis Le Vau. Sur les plans dressés par celui-ci, François d'Orbay bâtit une série de cinq pavillons aux façades recouvertes de carreaux de faïence bleue et blanche dite « à la chinoise ». La mode est en effet inspirée des narrations des missionnaires de Chine et d'Inde sur la fameuse tour de Nankin, qui passe alors pour la huitième merveille du monde. À défaut de porcelaine, on fait produire des carreaux de faïence dans les manufactures de Hollande, de Rouen, de Nevers, de Lisieux ou de Saint-Clément, comme plus tard les cache-pots du Hameau de la Reine. Quelques carreaux jaune pâle ou vert clair animent le décor, et des vases en faïence, décorés d'épis dorés, d'amours chassant ou d'oiseaux, garnissent le faîtage du bâtiment. Ces ornements sont d'ailleurs issus d'une seconde phase de décoration entre 1672 et 1674. Avec cette décoration et ces jardins, Louis XIV fait aussi un acte politique, en exposant sa rivalité envers le monopole des Provinces-Unies dans le domaine floral.

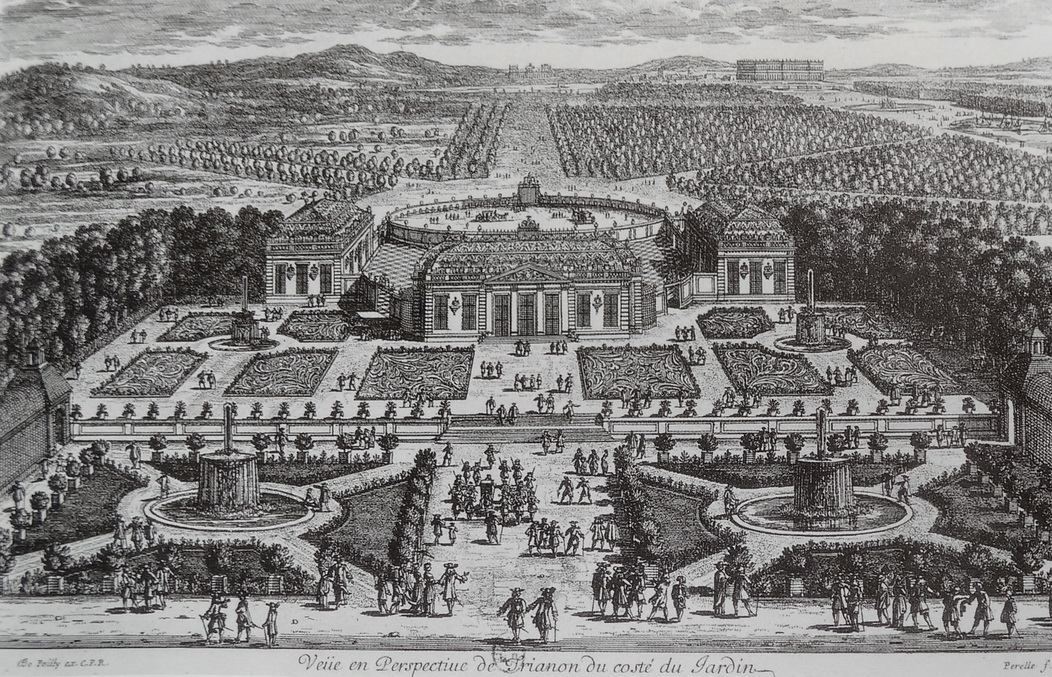
Vue perspective de Trianon de Porcelaine du côté du jardin.

À partir de septembre 1671, le lieu change de vocation. Il est dès lors destiné à abriter les amours du Roi et de Madame de Montespan. Mais, dès 1687, Louis XIV ordonne la destruction du Trianon de porcelaine. En effet, son magnifique décor de faïence résiste mal au temps et des fissures apparaissent rapidement sur les murs. Cette destruction suit de quelques années la disgrâce de Madame de Montespan, pour laquelle celui-ci a été construit. L'édifice ennuie le roi qui veut désormais des palais. Le chantier du nouveau Trianon, ou « Trianon de Marbre », est confié à Jules Hardouin-Mansart.
Du premier Trianon, il ne reste aujourd'hui que le tracé du jardin. Le mobilier a presque entièrement disparu, à l'exception d'une table à écrire, de quelques panneaux de stuc et de plusieurs vases.

## Description du lieu

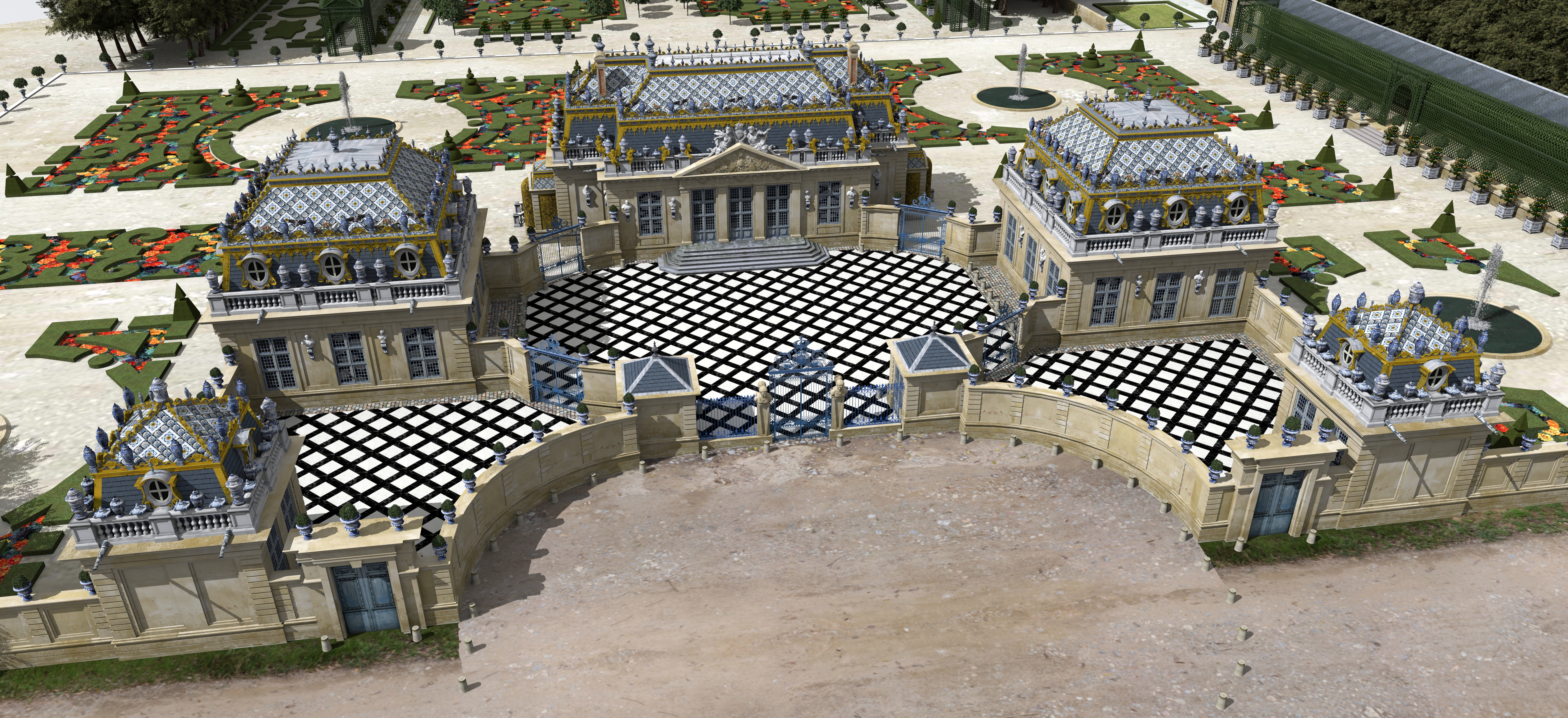
Restitution 3D du Trianon de Porcelaine à Versailles.

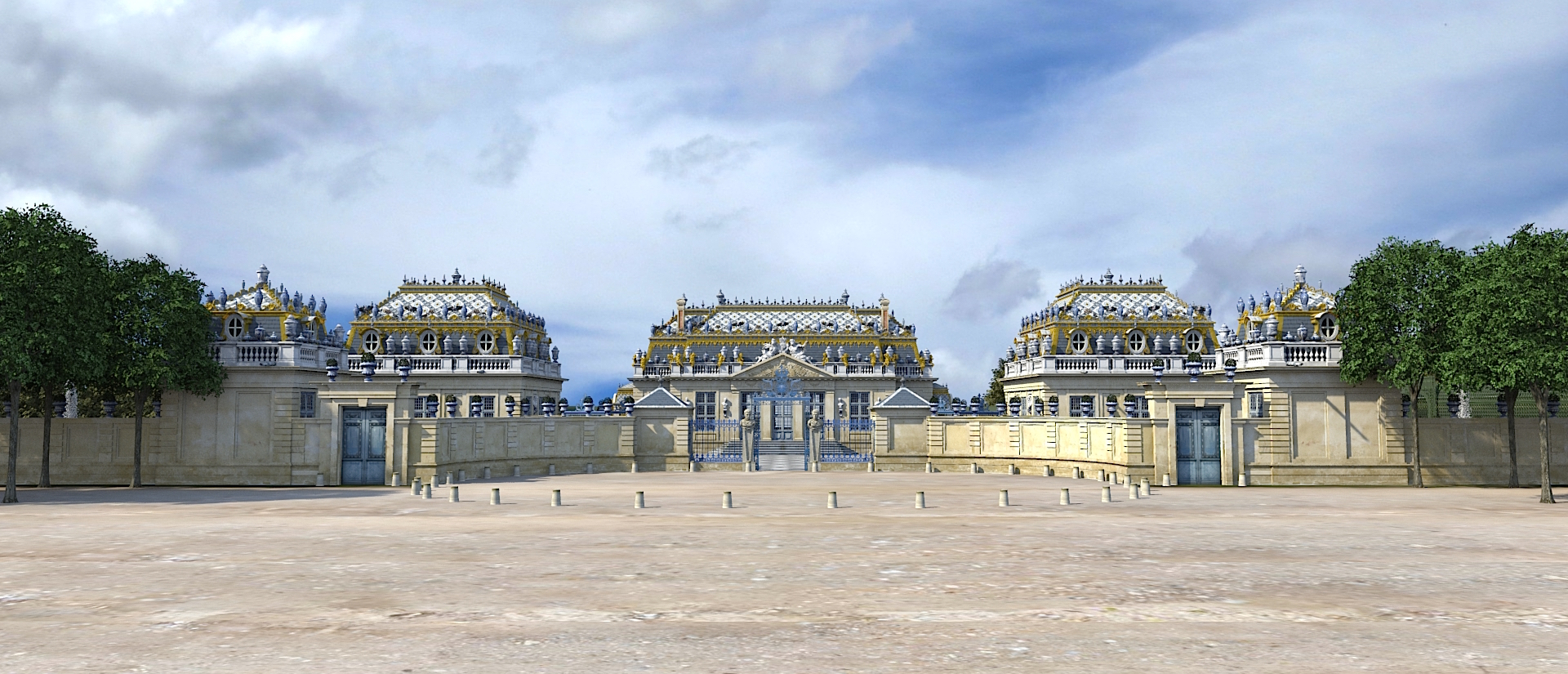
Trianon de Porcelaine vue de l'entrée. Reconstitution 3D.

Le Trianon de Porcelaine était un lieu composé de cinq pavillons, réservé aux collations. Le pavillon central était destiné à la détente du roi, les quatre autres pavillons, qui entouraient la cour, étaient affectés à la préparation des plaisirs culinaires du roi. Un dispositif, que nous appellerions aujourd'hui barbecue, avait été installé dans l'une des cours. Le château était meublé à la chinoise.

### Le pavillon du roi

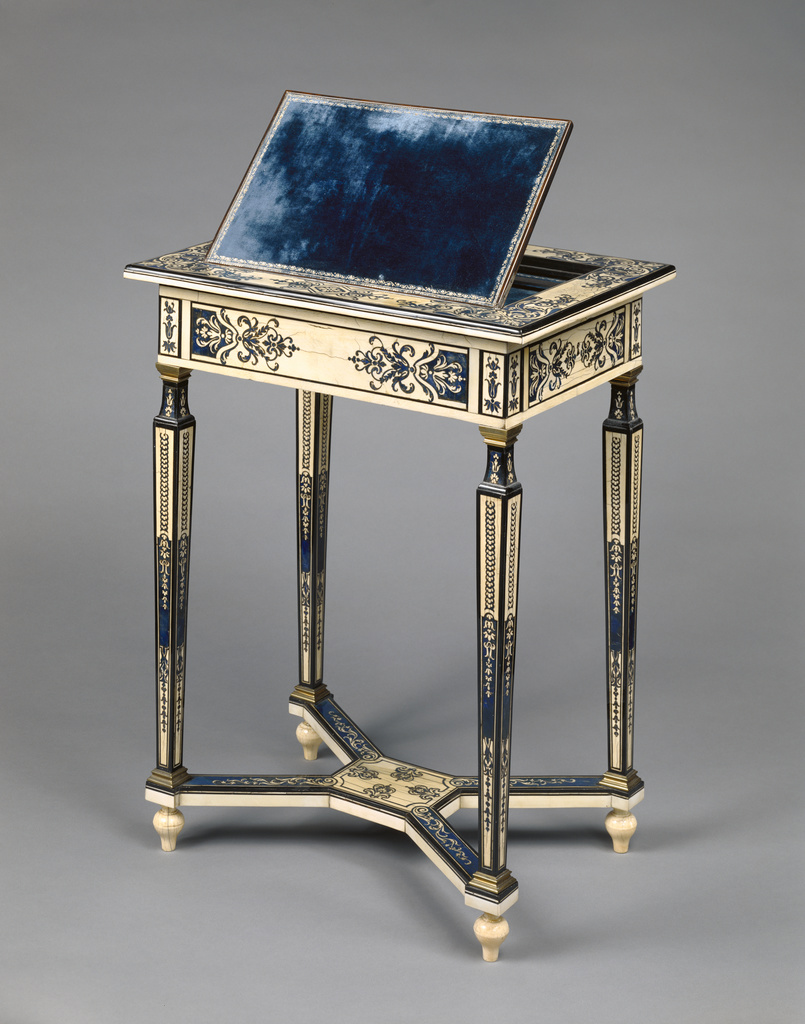
Table à écrire, Getty Museum.

La décoration intérieure du Trianon de Porcelaine est assez peu connue. On sait cependant que les plafonds avaient été décorés par François Francart, peintre des Gobelins, et son frère Gilbert. Le sol était pavé de faïence. Le pavillon du roi, d'un seul étage simplement surmonté de combles très élevés, était composé d'un salon central, de vingt-deux pieds de long par dix-neuf de large, donnant sur deux appartements : l'« Appartement de Diane » et l'« Appartement des Amours ». Chacun d'eux avait une chambre avec une cheminée ainsi qu'un cabinet. Un petit escalier disposé dans ces derniers permettait l'existence d'un entresol.
La totalité des décors, des stucs, des boiseries et du mobilier est peinte en bleu et blanc à la manière de la faïence qui orne les murs du pavillon. Un dessin des panneaux conservé au Nationalmuseum de Stockholm montre des bergers, des seigneurs et des oiseaux. Le sculpteur Pierre Mazeline modela des stucs qui furent ensuite peints par Francart. Les lits sont en bois sculpté et doré, puis incrustés de miroirs de Venise. L'Appartement des Amours abrite la « Chambre des Amours », réservée à l'intimité de Louis XIV et de Madame de Montespan, et dont le décor somptueux a inspiré de nombreux restaurateurs.
Dans la chambre de Diane, on voulut imiter les faïences extérieures, tables et guéridons étant peints en bleu et blanc tandis qu'un brocart de Chine ornait les murs du Cabinet. Les meubles furent livrés par l'ébéniste Pierre Gole. Le seul meuble subsistant est une petite table formant écritoire, recouverte d'ivoire et de corne peinte en bleu, attribuée à Pierre Gole. Cette table a été redécouverte par l'antiquaire Bernard Steinitz, qui l'a vendue en 1983 au Getty Museum, après que les autorités compétentes ont signé un certificat d'exportation la définissant comme travail portugais du XIXe siècle. De son côté, Jacques Garcia détient un grand cache-pot en faïence bleue et blanche provenant du Trianon de porcelaine.

### Les quatre pavillons de la cour
La cour est entourée de quatre pavillons dédiés aux préparations culinaires destinées au Roi, à raison de deux de chaque côté de la cour. Le premier est dédié aux entremets, le deuxième aux confitures, le troisième aux potages, les entrées et les hors-d'œuvre, et le quatrième au dressage des fruits, à la table des princes et des seigneurs, ainsi qu'aux dessertes et aux buffets.

### Les jardins

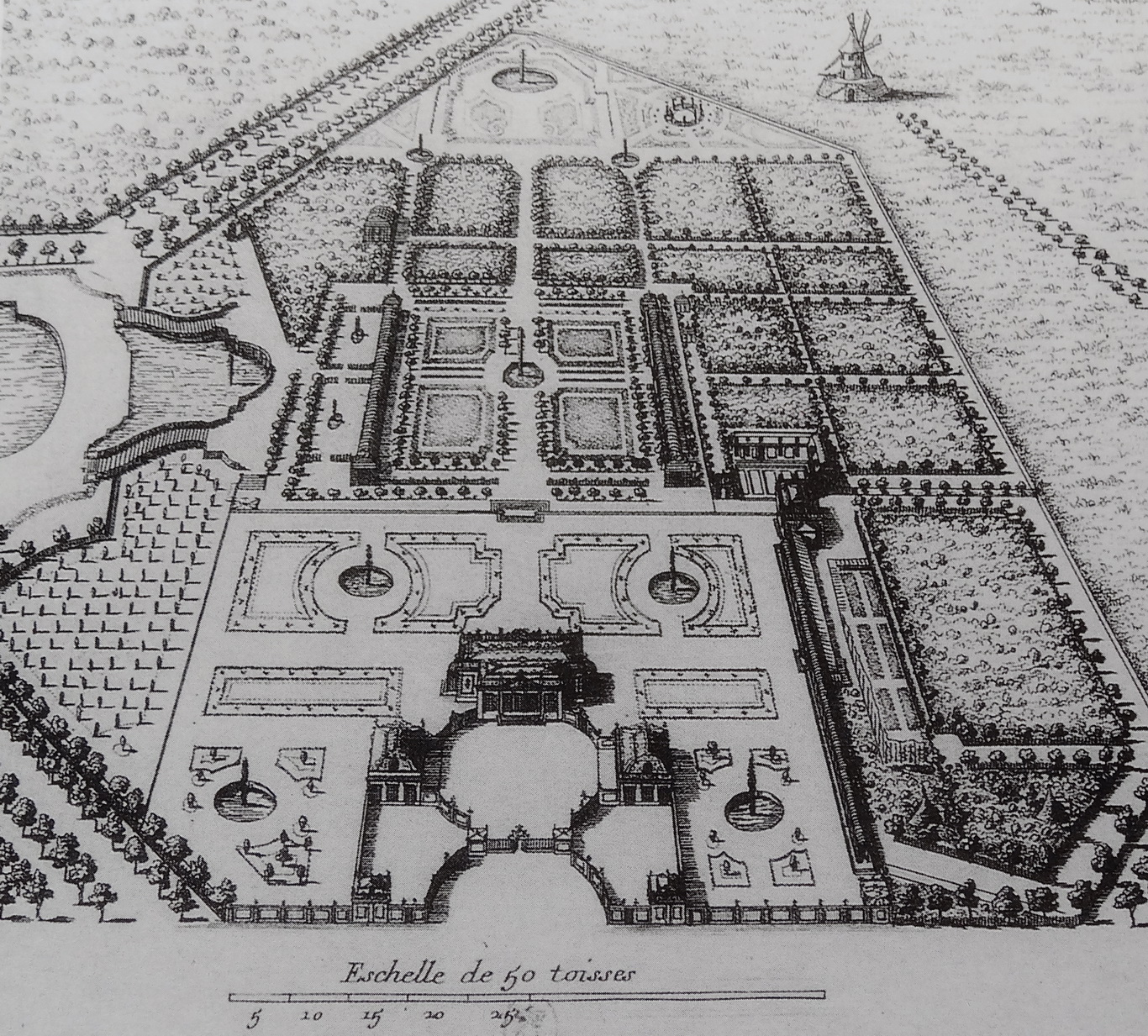
Plan d'ensemble du Trianon de Porcelaine et de ses jardins.

Les jardins du Trianon de Porcelaine sont divisés en trois parties, qui perdurent encore aujourd'hui : la terrasse qui borde le pavillon central, la pente douce qui descend vers le Grand canal et le Jardin bas.
Sur la terrasse sont dessinés deux grands parterres de fleurs ornés d'une fontaine décorée de faïences. Un astucieux système a été imaginé par le jardinier Michel II le Bouteux, petit-neveu par alliance d'André Le Nôtre, pour permettre de présenter différentes compositions de parterres en un minimum de temps. Les fleurs sont plantées dans des pots et les pots enterrés dans le sol, ce qui permet de changer les pots de place à volonté. Les compositions florales peuvent ainsi être modifiées au cours d'une même journée, offrant au roi et à ses invités un spectacle totalement renouvelé.
La pente qui descend vers le Grand canal, étant exposée plein Sud, permet la culture d'orangers.
Dans le Jardin bas, séparé de la terrasse par un mur orné de faïence, les fleurs et les arbres fruitiers sont protégés de l'hiver par un système de serres démontables. Il existe alors aussi un « Cabinet des parfums » (à l'emplacement de l'actuel Salon des jardins du Trianon de marbre) destiné à la collection d'essences rares des fleurs des jardins de Trianon.

## La vie au Trianon de Porcelaine
Le château n'était pas destiné à être occupé en permanence. Il reçut toutefois des hôtes de marque comme les ambassadeurs du Siam ou encore le doge de Gênes, Francesco Maria Imperiale Lescari. L'endroit fut propice aux divertissements et aux fêtes. Le roi y donna un grand souper en l'honneur des fiançailles du duc de Bourbon et de Mademoiselle de Nantes, le 27 juillet 1685. Le 11 juillet 1674, il fut joué l'Églogue de Versailles à l'occasion de la conquête de la Franche-Comté.